# Студено (Железники)
Студено (словен. Studeno) је насељено место у општини Железники, Горењска регија, Словенија.

## Историја
До територијалне реорганизације у Словенији било је у саставу старе општине Шкофја Лока. Као самостално насељено место, Студено постоји од 1993. године. Настало је издвајањем дела из насеља Железники.

## Становништво
У попису становништва из 2011. године, Студено је имало 179 становника.
| Број становника према пописима | Број становника према пописима |
| ------------------------------ | ------------------------------ |
| 2002                           | 2011                           |
| 174                            | 179                            |

Напомена: До 1966. самостално насеље које је тада ушло у састав насеља Железники. Од 1993. године поново самостално насеље, настало издвајањем дела из насеља Железники.